# Horia Agarici
Horia Agarici (pronunciación rumana: [ˈhori.a aɡaˈrit͡ʃʲ]) fue un aviador y poeta rumano. Debido a su actuación durante la Segunda Guerra Mundial es considerado un as de la aviación, siendo apodado el Salvador de Constanza o el Cazador de Bolcheviques.

## Primeros años de vida
Agarici nació en Lausana, Suiza, siendo hijo de Constantino Agarici y Valeria Russo. Perdió a su madre cuando solo tenía 2 años. Su padre se casó nuevamente con Sofía Cerna, hija de un abogado de Bucarest, con quién no tuvo una buena relación y que de hecho causó el alejamiento entre padre e hijo.
Agarici vivió gran parte de su juventud en Iași, Brașov y Bucarest, donde completó sus estudios escolares. En 1929 se matriculó en la Escuela Politécnica de Timișoara; sin embargo, abandonó los estudios por razones económicas (algo que lo sumió en la depresión), y en 1930 se matriculó en la Escuela Militar de Vuelo de Bucarest.

## Carrera militar
Por motivos de salud no pudo iniciar su entrenamiento militar hasta 1931. Agarici no se adaptó fácilmente al estilo de vida militar: su aspecto como militar parecía algo desaliñado, solo estudiaba lo que le importaba y discrepaba abiertamente con sus superiores. Traian Stătescu, un colega suyo, lo describiría en sus memorias como:

Un hombre educado, cuya educación no podía compararse con la nuestra, y por lo que se burlaban de él; había tenido institutriz y hablaba francés a la perfección. Horia Agarici se ocupaba de sus propios asuntos [...] y no reaccionaba ante las burlas ni las bromas de sus colegas. Recibía todo tipo de insultos, a cual peor. Era impasible. No reaccionaba y eso molestaba terriblemente a los alborotadores.

Agarici se graduó de la escuela de vuelo el 8 de junio de 1933 con el grado de subteniente y fue asignado al Escuadrón de Globos en Pantelimon, Bucarest. Más tarde recordó: 

Viví ese año de servicio en el Escuadrón de Globos en mi propio mundo, aislado del ejército, leyendo y viviendo la vida de un joven en Bucarest. En la base aérea realizamos algunos estudios para adaptar el autogiro y el helicóptero a los globos.

En el otoño de 1934 recibió la licencia de piloto en la Escuela de Vuelo de Tecuci, y posteriormente fue asignado al Grupo de Combate (una unidad común de cazas y bombarderos) con base en el Aeropuerto de Pipera, cerca de Bucarest. El 1 de abril de 1937, el Grupo de Combate se dividió en el 1.er Grupo de Cazas (con base en Pipera) y el 1.er Grupo de Bombarderos (que se trasladó a Brașov). Originalmente asignado al Grupo de Bombarderos, el segundo teniente Agarici fue transferido al 1.er Grupo de Cazas, donde finalizó su entrenamiento especializado el 6 de junio de 1937 y fue ascendido a teniente.

## Segunda Guerra Mundial
El 1er Grupo de Cazas estuvo inicialmente equipado con aviones polacos más antiguos, los PZL P.11 y PZL P.24. Sin embargo, a principios de 1940 el Grupo de Cazas recibió 12 aviones de combate Hawker Hurricane del Reino Unido, para gusto de Agarici, quien inmediatamente empezó a estudiar los manuales técnicos y más tarde se unió a las operaciones de ensamblaje.
En enero de 1941, antes de la entrada de Rumania en la Segunda Guerra Mundial del lado de la Alemania nazi, Agarici fue reasignado al 53.º Escuadrón de Cazas con base en el aeródromo de Mamaia en el norte de Dobruja, que tenía la tarea de defender la costa, el puerto y la ciudad de Constanza, y el ferrocarril a Bucarest. El escuadrón estaba equipado con los Hawker Hurricane entregados el año anterior, porque sus motores se consideraban más confiables que los de los alemanes Heinkel He 112 y Messerschmitt Bf 109 (que se emitieron a otros escuadrones de cazas, con base en el interior), y por lo tanto se consideraban más adecuados para el combate aéreo en el mar.
El 22 de junio de 1941, día del  lanzamiento de la Operación Barbarroja, el 53.º Escuadrón de Cazas voló en una misión de escolta de bombarderos a Buzău. Agarici tuvo que quedarse en la base de Mamaia porque su avión estaba reparandose. En la base solo había otro Hawker Hurricane disponible, también en tierra e igualmente en reparación por el sobrecalentamiento del motor.
Agarici se hizo famoso al día siguiente, el 23 de junio, cuando tras el ataque de una primera oleada de bombarderos soviéticos al puerto de Constanza. Al acercarse la segunda oleada de Ilyushin DB-3, se le permitió pilotar el segundo Hawker Hurricane (el que tenía problemas de sobrecalentamiento del motor) para atacar a los bombarderos soviéticos. En menos de un minuto, derribó tres aviones enemigos, de los cuales dos pudieron aterrizar sin problemas (y sus tripulaciones fueron hechas prisioneras) y el tercero se estrelló en el Mar Negro, a 10 kilómetros (6,2 millas) de Mamaia. Posteriormente, el motor del Hawker Hurricane comenzó a sobrecalentarse, lo que provocó que Agarici abandonara su ataque y aterrizara en la base.
Así se convirtió así en el primer aviador rumano en derribar tres aviones enemigos en una sola batalla. Su hazaña fue usada con fines propagandísticos por el régimen de Ion Antonescu y pronto se convirtió en el tema de una canción popular, compuesta por Gherase Dendrino, cuya letra, escrita por Păstorel Teodoreanu, comenzaba con los siguientes dos versos: Salió de caza, Agarici, / Salió de caza de bolcheviques.
A mediados de 1941, logró dos derribos más y alcanzó la categoría de as. En 1942, Agarici recibió el mando del 52.º Escuadrón Aéreo en Mamaia, encargado de defender las rutas de suministro del Eje en el Mar Negro. Al año siguiente, fue comandante del 7.º Grupo de Cazas en el Frente Oriental y jefe de la oficina de operaciones.
En recompensa a sus acciones, fue galardonado con la Medalla de Virtud Aeronáutica en la 3ra clase, la Orden de la Corona en el rango de Caballero, y la Cruz de Hierro Alemana y fue ascendido a capitán.
Durante el ataque de las Fuerzas Aéreas del Ejército de los Estados Unidos a Bucarest a principios de 1944, comandó el 58.º Escuadrón de Cazas, que se enfrentó a la Decimoquinta Fuerza Aérea. Durante el enfrentamiento, el avión de Agarici fue alcanzado y tuvo que realizar un aterrizaje forzoso inmediatamente después de su último derribo.

## Tras la Segunda Guerra Mundial
Al tomar los comunistas el poder en Rumania, Agarici fue destituido de la Fuerza Aérea. Entre 1953 y 1955 fue deportado a la aldea de Neatârnarea, en el distrito de Tulcea. En 1955 fue destituido, siendo condenado a 25 años de trabajos forzados y encarcelado en la Prisión de Aiud. En 1964 fue liberado y se le restituyó el rango de capitán en 1965. Vivió sus últimos años retirado modestamente y poco valorado por el régimen comunista.
Murió en 1982 y fue enterrado con honores militares en el Cementerio Central de Constanza en Rumania.
En 1994, una calle de Constanza recibió su nombre (aunque al principio incorrectamente) y hay una placa en el edificio donde vivió, mientras que una calle de Năvodari también lleva su nombre.

## Labor como escritor
Horia Agarici también forma parte en la historia de la literatura rumana. Publicó varios libros, entre ellos el volumen de poemas Acorduri și nuanțe, el cuento Șoimanu Furtună, así como los tratados especializados Aviația de vânătoare y Lupta în cer.
No era considerado un gran poeta, pero la pasión que los inspiró es notable, ya que fue inspirada en su época de aviador:

En el horizonte del mar, ¿las casas brillan blancas de vida?
Y la muerte se acerca con alas paganas…
Pero aquí hay un relámpago frío, volando sin rumbo,
un halcón de hierro y llamas, pereciendo en la mañana.
(Lucha en el cielo).